# 千葉東金道路
千葉東金道路（ちばとうがねどうろ、英語: CHIBA-TOGANE ROAD）は、千葉県千葉市中央区の千葉東ジャンクション (JCT) で京葉道路から分岐し、東金市へ至る東日本高速道路管理の有料道路、地域高規格道路（国道126号の自動車専用道路）である。
高速道路ナンバリングによる路線番号は、「E82」が割り振られている。
ラジオの交通情報などでは「東金有料（とうがねゆうりょう）」「東金道」と呼ばれることもある。
山武区間は、土木学会デザイン賞 2001 優秀賞 受賞。

## 概要
東日本高速道路管理の一般有料道路であり、全国路線網に位置付けられている。1994年12月16日には地域高規格道路の計画路線に指定された。
1998年に開通した二期区間の東金インターチェンジ (IC) - 松尾横芝IC間は、首都圏中央連絡自動車道（圏央道）の一部を構成する道路として計画・建設されており、千葉東金道路の延長としながらも、東金ICでランプを介して接続する形態となった。
圏央道の東金IC - 木更津JCT間は、当初千葉東金道路の三期として計画決定されたが、2000年7月3日の事業計画の変更で、東京湾アクアライン、東京湾アクアライン連絡道と合わせて、東京湾横断・木更津東金道路と事業名が改められた。
日本道路公団管理時代には、1988年以降、京葉道路と本路線を一体のものとして償還する関連道路プール制（通称：千葉プール）が採用されており、2000年7月には、上記事業計画の変更に伴いこれに東京湾アクアライン・東京湾アクアライン連絡道が加えられ、4路線での関連道路プール制となっていた。なお、千葉プールは道路公団民営化に伴い、全国路線網に組み込まれた。
2013年4月27日の圏央道東金JCT - 木更津東IC間の開通に合わせ、二期区間については道路名が圏央道に変更 され、各ICのIC番号も圏央道の番号へ付け替えられた。

### 路線データ
一期
- 起点：千葉県千葉市中央区星久喜町
- 終点：千葉県東金市山田
- 全長：16.1 km
- 車線数：4車線
- 最高速度：80 km/h

## インターチェンジなど
- 全区間千葉県内に所在。
- 現在、営業路線名が「千葉東金道路」となっている、一期区間（千葉東JCT - 東金IC/JCT）のみを記す。
- 二期区間（千葉東金道路、東金IC/JCT - 松尾横芝IC/JCT）、三期区間（東京湾横断・木更津東金道路、東金IC/JCT - 木更津JCT）は圏央道を参照。

| IC 番号 | 施設名    | 接続路線名 | 起点から (km) | 備考                    | 所在地 | 所在地 |
| ------- | --------- | --- | ------------- | ----------------------- | ------ | ------ |
| 10      | 千葉東JCT | E14 京葉道路 | 0.0           |                         | 千葉市 | 中央区 |
| 1       | 千葉東IC  | 国道16号（千葉バイパス）                                                                                                | 0.0           | 東金方面出入口          | 千葉市 | 中央区 |
| 2       | 大宮IC    | 市道→千葉県道67号生実本納線（旧・千葉外房有料道路）平山IC                                                               | 3.2           |                         | 千葉市 | 若葉区 |
| 3       | 高田IC    | 市道 | 7.5           | ETC専用                 | 千葉市 | 緑区   |
| -       | 野呂PA    | | 8.7           |                         | 千葉市 | 若葉区 |
| 4       | 中野IC    | 県道129号誉田停車場中野線                                                                                               | 11.4          |                         | 千葉市 | 若葉区 |
| 5       | 山田IC    | 県道83号山田台大網白里線                                                                                                | 13.9          | 千葉東方面出入口        | 東金市 | 東金市 |
| 5-1     | 東金JCT   | C4 首都圏中央連絡自動車道（松尾横芝IC方面・木更津JCT方面）                                                              | 16.1          | 圏央道のIC番号は「100」 | 東金市 | 東金市 |
| 6       | 東金IC    | 国道126号（現道） 東金九十九里有料道路（国道126号現道経由） 九十九里有料道路（国道126号現道・東金九十九里有料道路経由） | 16.1          | 圏央道のIC番号は「101」 | 東金市 | 東金市 |

## 沿革
- 1979年（昭和54年）3月8日 : 一期区間 千葉東JCT	- 東金IC開通。
- 1998年（平成10年）3月30日 : 二期区間 東金IC - 松尾横芝IC（現・首都圏中央自動車道） 開通[7]。
- 2013年（平成25年）4月27日 : 圏央道東金IC/JCT - 木更津東IC間開通に伴い、二期区間（東金IC - 松尾横芝IC）が圏央道に編入。
- 2025年（令和7年）3月18日：高田ICがETC専用となる[8]。

## 路線状況

### 車線・最高速度
| 区間                      | 車線   | 車線   | 車線   | 最高速度 | 備考 |
| 区間                      | 上下線 | 上り線 | 下り線 | 最高速度 | 備考 |
| ------------------------- | ------ | ------ | ------ | -------- | ---- |
| 千葉東JCT/IC - 東金JCT/IC | 4      | 2      | 2      | 80 km/h  |      |

### 道路管理者
東日本高速道路関東支社
- 市原管理事務所 : 千葉東JCT／IC - 東金JCT／IC

### ハイウェイラジオ
- 野呂（高田IC - 中野IC）

当道路で唯一のハイウェイラジオでコールサインは「千葉東金道路○○」と放送される。（例：野呂なら「ハイウェイラジオ千葉東金道路野呂よりお伝えしました。」）

### 交通量
24時間交通量（台）　道路交通センサス
| 区間                 | 平成17年（2005年）度 | 平成22年（2010年）度 | 平成27年（2015年）度 |
| -------------------- | -------------------- | -------------------- | -------------------- |
| 千葉東JCT - 千葉東IC | 48,415               | 38,984               | 36,379               |
| 千葉東IC - 大宮IC    | 48,415               | 51,551               | 47,375               |
| 大宮IC - 高田IC      | 40,741               | 41,252               | 38,321               |
| 高田IC - 中野IC      | 38,999               | 40,561               | 37,898               |
| 中野IC - 山田IC      | 34,842               | 37,500               | 35,380               |
| 山田IC - 東金JCT/IC  | 27,353               | 30,299               | 28,729               |

（出典：「平成22年度道路交通センサス」・「平成27年度全国道路・街路交通情勢調査」（国土交通省ホームページ）より一部データを抜粋して作成）
- 2020年（令和2年に実施予定だった交通量調査は、新型コロナウイルスの影響で延期された[9]。

## 通過する自治体
- 千葉県
  - 千葉市中央区 - 千葉市若葉区 - 千葉市緑区 - 千葉市若葉区 - 千葉市緑区 - 千葉市若葉区 - 東金市